# Szymanowo (Sorkwity)
Szymanowo (deutsch Siemanowen, 1938 bis 1945 Altensiedel) ist ein Dorf in der polnischen Woiwodschaft Ermland-Masuren. Es gehört zur Gmina Sorkwity (Landgemeinde Sorquitten) im Powiat Mrągowski (Kreis Sensburg).

## Geographische Lage
Szymanowo liegt inmitten der Woiwodschaft Ermland-Masuren, 13 Kilometer nordwestlich der Kreisstadt Mrągowo (deutsch Sensburg).

## Geschichte
Das nach 1871 Simanowen und bis 1938 Siemanowen bezeichnete Dorf wurde 1785 ein „Dorf mit 2 Feuerstellen“ genannt. Von 1874 bis 1945 war es in den Amtsbezirk Burschewen (polnisch Burszewo) eingegliedert, der – 1938 in „Amtsbezirk Prußhöfen“ umbenannt – zum Kreis Sensburg im Regierungsbezirk Gumbinnen (ab 1905: Regierungsbezirk Allenstein) in der preußischen Provinz Ostpreußen gehörte. 
Aufgrund der Bestimmungen des Versailler Vertrags stimmte die Bevölkerung im Abstimmungsgebiet Allenstein, zu dem Siemanowen gehörte, am 11. Juli 1920 über die weitere staatliche Zugehörigkeit zu Ostpreußen (und damit zu Deutschland) oder den Anschluss an Polen ab. In Siemanowen stimmten 280 Einwohner für den Verbleib bei Ostpreußen, auf Polen entfielen keine Stimmen.
Am 3. Juni (amtlich bestätigt am 16. Juli) 1938 wurde Siemanowen aus politisch-ideologischen Gründen der Abwehr fremdländisch klingender Ortsnamen in „Altensiedel“ umbenannt.
In Kriegsfolge kam das Dorf 1945 mit dem gesamten südlichen Ostpreußen zu Polen und erhielt die polnische Namensform „Szymanowo“. Heute ist es Sitz eines Schulzenamtes (polnisch Sołectwo) und somit eine Ortschaft im Verbund der Landgemeinde Sorkwity (Sorquitten) im Powiat Mrągowski (Kreis Sensburg), bis 1998 der Woiwodschaft Olsztyn, seither der Woiwodschaft Ermland-Masuren zugehörig.

### Einwohnerzahlen
| Jahr | Anzahl |
| ---- | ------ |
| 1818 | 142    |
| 1839 | 213    |
| 1871 | 364    |
| 1885 | 360    |
| 1898 | 379    |
| 1905 | 385    |
| 1910 | 403    |
| 1933 | 368    |
| 1939 | 347    |
| 2011 | 124    |

## Kirche
Bis 1945 war Siemanowen resp. Altensiedel kirchlich nach Warpuhnen orientiert und in die evangelische Kirche Warpuhnen in der Kirchenprovinz Ostpreußen der Kirche der Altpreußischen Union sowie in die katholische Kirche Warpuhnen im damaligen Bistum Ermland eingepfarrt. Der Bezug zu Warpuny besteht für Szymanowo auch heute – zur evangelischen Kirche, die heute von der Pfarrei Sorkwity in der Diözese Masuren der Evangelisch-Augsburgischen Kirche in Polen betreut wird, als auch zur katholischen Pfarrei Warpuny im jetzigen Erzbistum Ermland.

## Verkehr
Szymanowo liegt an einer Nebenstraße, die von Warpuny (Warpuhnen) zur Woiwodschaftsstraße 590 verläuft. Eine Anbindung an den Bahnverkehr gibt es nicht.